# Grażyna Machnik
Grażyna Machnik (ur. 19 września 1985 na Śląsku) – polska podróżniczka i miłośniczka gór. 13 stycznia 2019 roku została pierwszą osobą z Polski, która ukończyła Podróżniczy Wielki Szlem. Najmłodsza Polka (33 lata, 3 miesiące i 25 dni), która ukończyła Koronę Ziemi w wersji siedmioszczytowej. 

## Życiorys

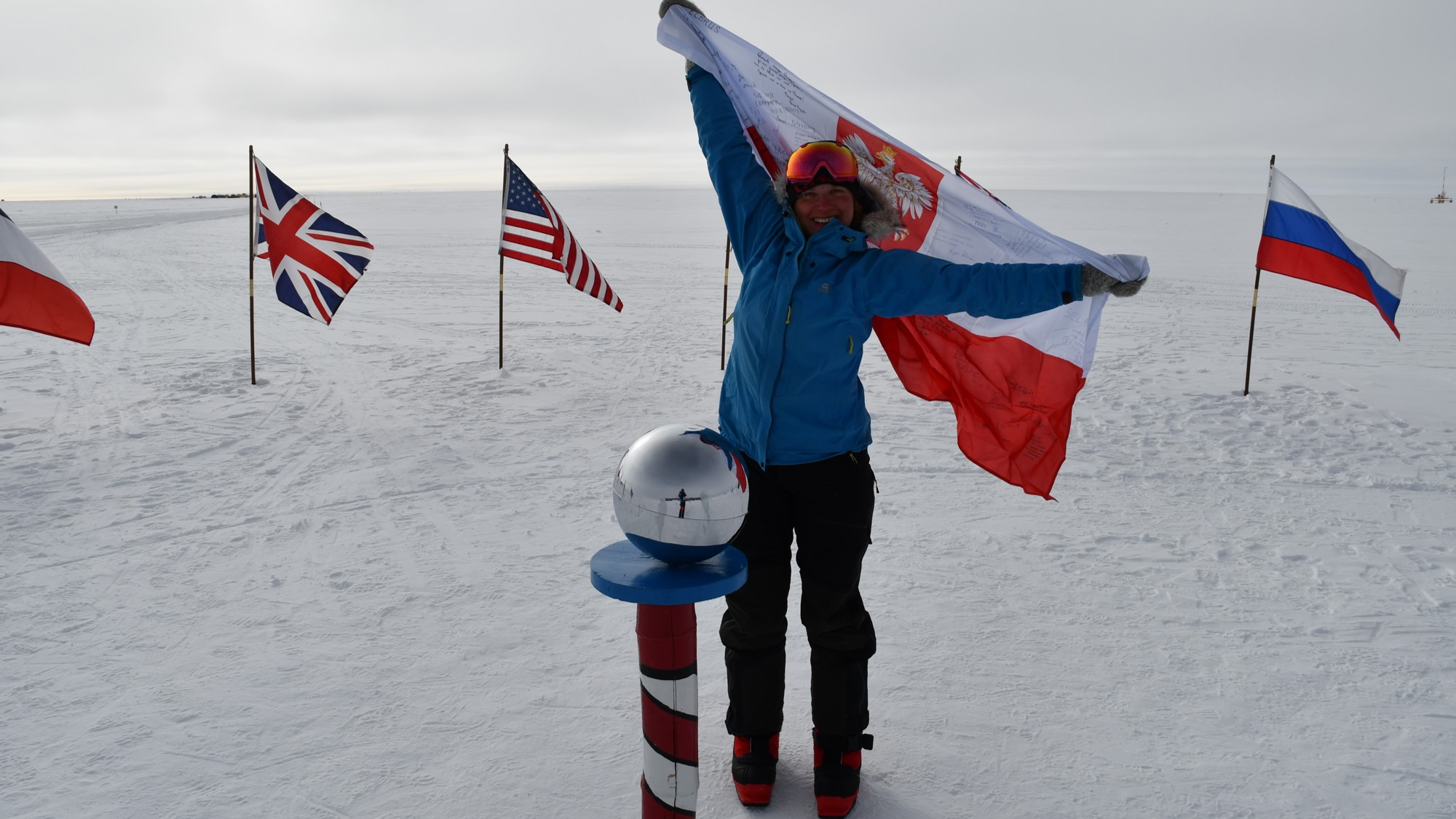
Biegun Południowy (2019)

Pochodzi z miasta Strumień. Po ukończeniu Liceum Ekonomicznego w Cieszynie wyjechała do Londynu, gdzie ukończyła studia w kierunku finanse i księgowość. 
W 2019 roku została nominowana w konkursie Travelery – organizowanym przez redakcję – National Geographic, w kategorii – Wyczyn Roku i wyróżniona przez firmę RedBull.

## Wyprawy

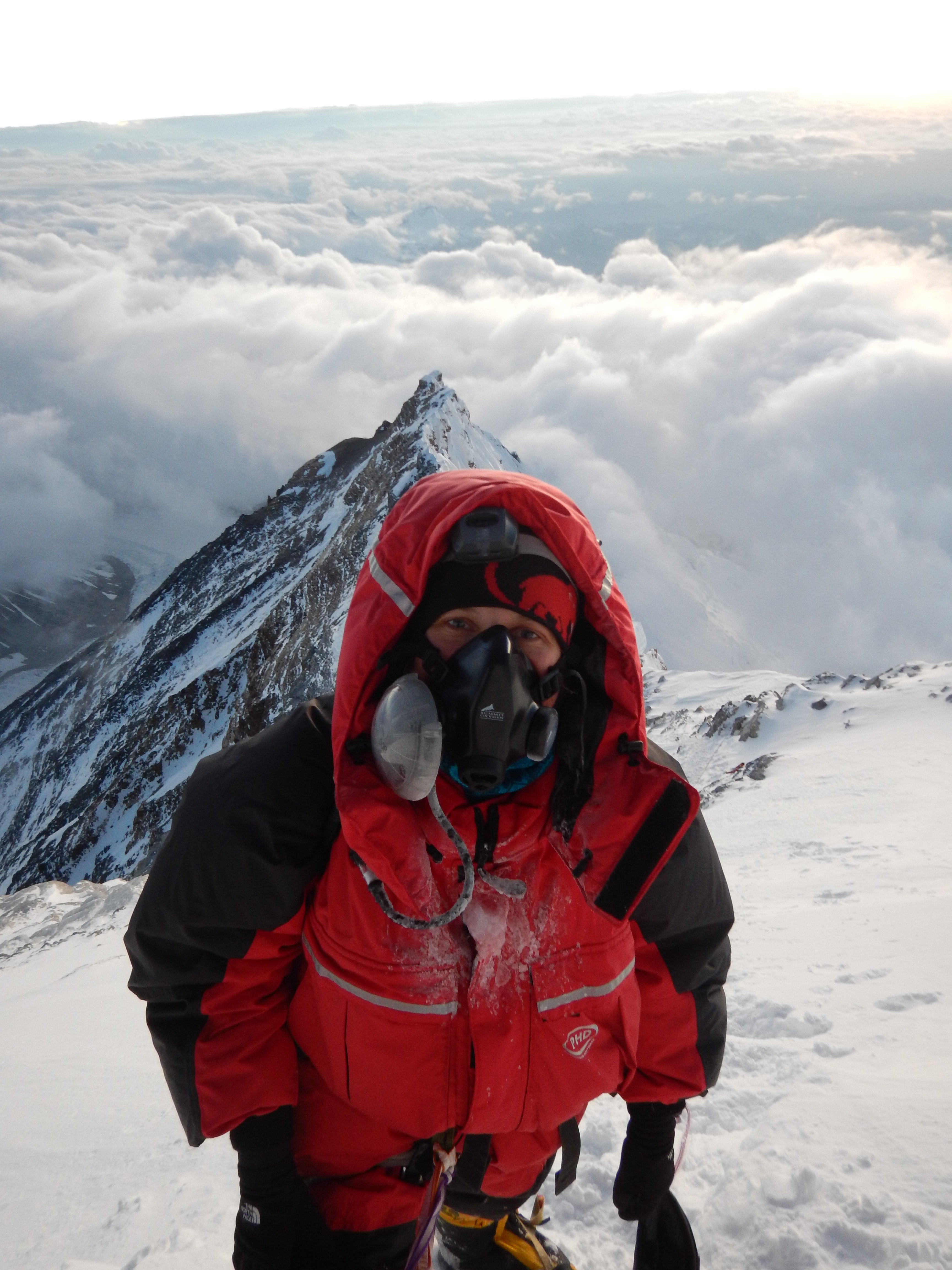
Mount Everest maj (2017)

Korona Ziemi i wyprawy polarne (Explorers Grand Slam):
- Kilimandżaro (5895 m, Afryka) – wrzesień 2011
- Elbrus (5642 m, Europa) – sierpień 2012
- Aconcagua (6962 m, Ameryka Południowa) – grudzień 2012
- Denali (6190 m, Ameryka Północna) – maj 2014
- Piramida Carstensza (4884 m, Australia i Oceania) – listopad 2015
- Mount Everest (8848 m, Azja) – maj 2017 – ze strony Północnej – Tybet
- Biegun Północny – kwiecień 2018
- Biegun Południowy – styczeń 2019
- Masyw Vinsona (4892 m, Antarktyda) – 13 stycznia 2019

Inne góry
- Mont Blanc (4810 m, Europa) – lipiec 2022
- K2  (8611 m, Pakistańsk) – lipiec 2024
- Kangchenjunga  (8586 m, Pakistańsk) – lipiec 2025